# 29829 Engels
29829 Engels è un asteroide della fascia principale. Scoperto nel 1999, presenta un'orbita caratterizzata da un semiasse maggiore pari a 2,5759413 UA e da un'eccentricità di 0,1909197, inclinata di 12,40955° rispetto all'eclittica.
È dedicato a Friedrich Engels, economista e filosofo tedesco, fondatore con Karl Marx del marxismo.